# 발리오스와 크산토스
발리오스(고대 그리스어: Βάλιος)와 크산토스(고대 그리스어: Ξάνθος)는 그리스 신화에 나오는 불사(不死)의 말(神馬)이다. 하르퓌아이 포다르게와 ‘서풍(西風)의 신’ 제피로스 사이에서 태어났다. 다른 전승에서는 제우스가 아버지라고도 한다. 
이 말들은 펠레우스가 테티스와 결혼 할 때 포세이돈이 결혼선물로 펠레우스에게 주었다. 나중에 펠레우스는 아들 아킬레우스에게 이 말들을 넘겼는데, 아킬레우스가 트로이 전쟁에 참전할 때 자신의 전차를 끌게 했다. 이 말들은 아킬레우스와 그의 동료 파트로클로스만이 제대로 다룰 수 있었다. 파트로클로스가 아킬레우스의 갑옷을 입고 전투에 나갈 때 아킬레우스의 마부인 아우토메돈이 이 말들을 준비해 아킬레우스의 전차를 준비해 주었다. 나중에 파트로클로스가 헥토르의 손에 죽자 발리오스와 크산토스는 슬픔에 겨워 그 자리에 서서 후퇴하지도 않고 전장으로 나가지도 않았다. 이때 제우스가 개입하여 말들을 움직이게 만들었다고 한다. 
호메로스의 일리아스 제19권에서 크산토스는 헤라 여신의 힘을 입어 아킬레우스의 죽음을 예언한다. 그러자 복수의 여신들이 크산토스의 입을 막아 버렸다. 